# Tây Tạng
Tây Tạng (chữ Tạng: བོད་, tiếng Tạng tiêu chuẩn: /pʰøː˨˧˩/; tiếng Trung: 西藏; bính âm: Xīzàng (Tây Tạng) hay tiếng Trung: 藏區; bính âm: Zàngqū (Tạng khu)), được gọi là Tibet trong một số ngôn ngữ, là một khu vực cao nguyên tại Trung Quốc, Ấn Độ, Bhutan, Nepal, và Pakistan tại châu Á, ở phía đông bắc của dãy Himalaya. Đây là quê hương của người Tạng cũng như một số dân tộc khác như Môn Ba, Khương, và Lạc Ba, và hiện nay cũng có một lượng đáng kể người Hán và người Hồi sinh sống. Tây Tạng là khu vực có cao độ lớn nhất trên Trái Đất, với độ cao trung bình là 4.900 mét (16.000 ft).
Đến thế kỷ thứ 7, Tây Tạng trở thành một đế quốc thống nhất, song nhanh chóng phân liệt thành nhiều lãnh thổ. Phần lớn tây bộ và trung bộ Tây Tạng (Ü-Tsang) thường thống nhất (ít nhất là trên danh nghĩa) dưới quyền các chính quyền nối tiếp nhau ở Lhasa, Shigatse, hay những nơi lân cận; các chính quyền này từng có lúc nằm dưới quyền bá chủ của Mông Cổ và Trung Quốc. Các khu vực Kham (ཁམས་) và Amdo (ཨ་མདོ་) ở đông bộ thường duy trì cơ cấu chính trị bản địa mang tính phân tán hơn, được chia thành một số tiểu quốc và nhóm bộ lạc, các khu vực này thường phải chịu sự kiểm soát trực tiếp hơn từ Trung Hoa; và hầu hết chúng cuối cùng được hợp nhất vào các tỉnh Tứ Xuyên và Thanh Hải. Chủ quyền của Trung Quốc tại Tây Tạng nhìn chung được thiết lập nên vào thế kỷ 18, thời vua Càn Long nhà Thanh.
Sau khi triều Thanh sụp đổ vào năm 1912, các binh lính Thanh bị giải giáp và bị trục xuất ra khỏi Tây Tạng địa phương (Ü-Tsang). Tây Tạng địa phương tuyên bố độc lập vào năm 1913, sau đó, chính phủ Lhasa đoạt lấy quyền kiểm soát phần phía tây của tỉnh Tây Khang. Chính phủ Trung Hoa Dân Quốc không công nhận nhà nước Tây Tạng và coi đó là lãnh thổ ly khai bất hợp pháp, nhưng Trung Quốc khi đó đang ở thời kỳ quân phiệt hỗn chiến nên họ chưa thể thu hồi vùng lãnh thổ này.
Khu vực duy trì tình trạng tự quản cho đến năm 1951, khi Quân Giải phóng Nhân dân Trung Quốc tiến vào Tây Tạng, Tây Tạng tái hợp nhất vào Trung Quốc, và chính phủ Tây Tạng bị bãi bỏ sau một cuộc nổi dậy thất bại vào năm 1959. Ngày nay, chính phủ Trung Quốc định ra Khu tự trị Tây Tạng ở tây bộ và trung bộ của Tây Tạng, còn các khu vực phía đông hầu hết thuộc về các tỉnh Tứ Xuyên và Thanh Hải. Có những căng thẳng liên quan đến tình trạng chính trị của Tây Tạng trong khi có các nhóm người Tạng lưu vong đang hoạt động.
Kinh tế Tây Tạng chủ yếu là nông nghiệp tự cấp, song công nghiệp khai khoáng và du lịch đang trở thành một ngành kinh tế nổi lên trong các thập niên gần đây. Tôn giáo chủ yếu ở Tây Tạng là Phật giáo Tây Tạng, cùng với đó là tôn giáo bản địa Bön (Bön ngày nay tương đồng với Phật giáo Tây Tạng) cùng với các thiểu số Hồi giáo và Cơ Đốc giáo. Phật giáo Tây Tạng có ảnh hưởng mang tính chủ yếu đối với nghệ thuật, âm nhạc, lễ hội của khu vực. Kiến trúc Tạng phản ánh ảnh hưởng từ kiến trúc Hán và kiến trúc Ấn. Các loại lương thực chủ yếu tại Tây Tạng là đại mạch, thịt bò Tạng, và trà bơ.

## Từ nguyên
Người Tạng gọi vùng đất của họ là Bod བོད་, mặc dù ban đầu nó chỉ có nghĩa là chỉ vùng trung bộ quanh Lhasa- nay được gọi là Ü trong tiếng Tạng. Cách phát âm trong tiếng Tạng tiêu chuẩn của từ Bod, [pʰøʔ˨˧˨], được chuyển tự thành Bhö theo phương pháp Tournadre, Bö theo phương pháp THL, và Poi theo bính âm tiếng Tạng. Một số học giả cho rằng các văn bản đầu tiên đề cập đến Bod "Tây Tạng" là những miêu tả về người Bautai trong các tác phẩm Chuyến đi vượt Hồng Hải (thế kỷ 1 CN) và Geographia (Ptolemy, thế kỷ 2 CN), bản thân nó lại có nguồn gốc từ Bhauṭṭa trong tiếng Phạn.
Từ "Tây Tạng"（西藏）trong tiếng Hán bắt nguồn từ việc hoán dụ tên gọi khu vực Tsang quanh Shigatse, cộng thêm tiền tố "Tây" (西).（Con người, ngôn ngữ, và văn hóa Tây Tạng đến từ bất cứ nơi đâu cũng đều được gọi là "Tạng"（tiếng Trung: 藏; bính âm: Zàng）, song khái niệm địa lý của Tây Tạng tại Trung Quốc nay thường chỉ giới hạn trong Khu tự trị Tây Tạng. Thuật ngữ Tây Tạng được đặt ra dưới thời Gia Khánh Đế (1796–1820).
Tên Thổ Phồn lần đầu tiên được viết bằng Hán tự bằng "土番" vào thế kỷ 7 (Lý Thái) và bằng 吐蕃 vào thế kỷ 10 (Đường thư mô tả sứ thần năm 608–609 do Tán phổ Nang Nhật Luân Tán phái đến chỗ Tùy Dạng Đế). Trong tiếng Hán Trung cổ, do William H. Baxter tái dựng, 土番 được đọc là thux-phjon và 吐蕃 được đọc là thux-pjon (với x thể hiện thanh điệu). Các tên tiếng Hán khác dùng để chỉ Tây Tạng bao gồm: 
- Ô Tư Quốc (烏斯國、bính âm: Wūsīguó, tiếng Tạng: dbus, Ü, [wyʔ˨˧˨] )
- Ô Tư Tạng (烏斯藏、bính âm: wūsīzàng, tiếng Tạng: dbus-gtsang, Ü-Tsang)
- Đồ Bá Đặc (圖伯特、bính âm: Túbótè, ngữ hệ Đột Quyết: Töböd, tiếng Anh: /tɪˈbɛt/ )
- Đường Cổ Thắc (唐古忒、bính âm: Tánggǔtè, Tangut)

Nhà Tây Tạng học người Mỹ Elliot Sperling đã lập luận ủng hộ xu hướng gần đây của một số tác giả người Trung phục dựng lại thuật ngữ Tubote (giản thể: 图伯特; phồn thể: 圖伯特; Hán-Việt: Đồ Bá Đặc; bính âm: Túbótè) ngoài việc cho sử dụng phiên âm quốc tế của Tibet mà còn để sử dụng thay cho Tây Tạng, với lý do Tubote rõ ràng bao gồm toàn bộ cao nguyên Tây Tạng không chỉ đơn giản là Khu tự trị Tây Tạng

## Ngôn ngữ
Các nhà ngôn ngữ học thường xếp tiếng Tạng là một ngôn ngữ thuộc Ngữ hệ Hán-Tạng, mặc dù ranh giới giữa "tiếng Tạng" với các ngôn ngữ Himalaya khác có thể không rõ ràng. Theo Matthew Kapstein:

Theo quan điểm của ngôn ngữ học lịch sử, tiếng Tạng tương đồng nhất với tiếng Miến Điện trong số các ngôn ngữ lớn tại châu Á. Nhóm hai ngôn ngữ này cùng với các ngôn ngữ khác dường như có liên hệ ở vùng đất Himalaya, cũng như ở vùng cao của Đông Nam Á và các khu vực ranh giới giữa Hán-Tạng, các nhà ngôn ngữ học nói chùng kết luận rằng có sự tồn tại của một họ ngôn ngữ Tạng-Miến. Gây nhiều tranh cãi hơn là việc nhóm ngôn ngữ Tạng-Miến được cho là một phần của một họ ngôn ngữ lớn hơn là ngữ hệ Hán-Tạng, qua đó tiếng Tạng và tiếng Miến là họ hàng xa của tiếng Hán.

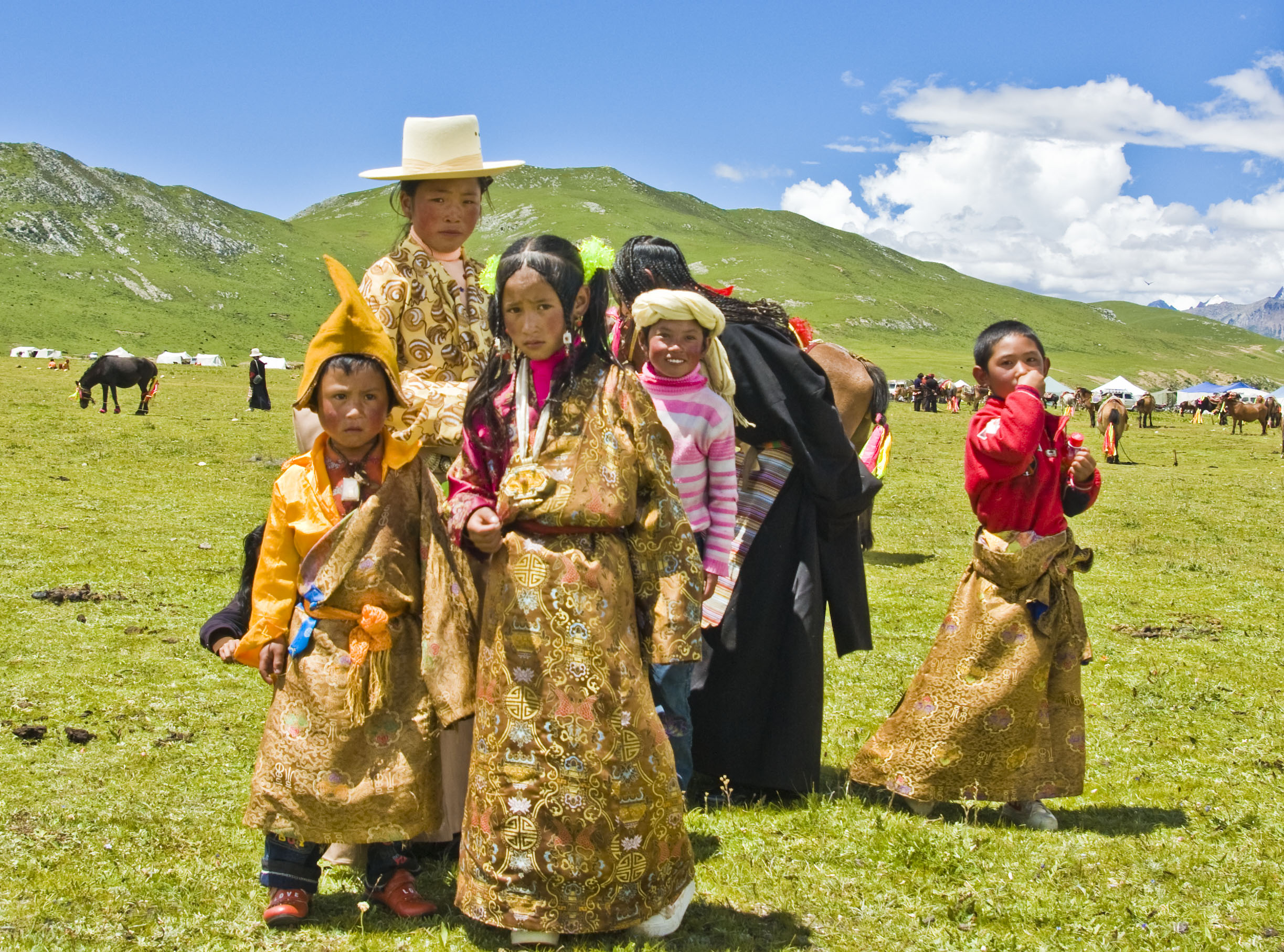
Trẻ em người Tạng ở Kham, trong một lễ hội ngựa

Tiếng Tạng có nhiều phương ngữ địa phương thường không hiểu lẫn nhau. Nó được sử dụng trên khắp cao nguyên Tây Tạng và Bhutan, cũng được nói tại một số nơi ở Nepal và bắc Ấn Độ, như ở Sikkim. Nhìn chung, các phương ngữ ở trung bộ Tây Tạng (bao gồm Lhasa), Kham, Amdo và một số khu vực nhỏ hơn được xem là các phương ngữ tiếng Tạng. Các dạng khác, đặc biệt là Dzongkha, Sikkim, Sherpa, và Ladakh, được những người sử dụng chúng xem là các ngôn ngữ riêng biệt, phần lớn là vì lý do chính trị.
Mặc dù khẩu ngữ tiếng Tạng thay đổi tùy theo khu vực, song văn viết tiếng Tạng dựa trên ngôn ngữ Tạng cổ điển thì đồng nhất rộng khắp. Điều này có thể là do ảnh hưởng lâu dài của Thổ Phồn. Tiếng Tạng có chữ viết riêng, chung với tiếng Ladakh và tiếng Dzongkha, có nguồn gốc từ chữ Brāhmī từ Ấn Độ cổ đại.

## Lịch sử

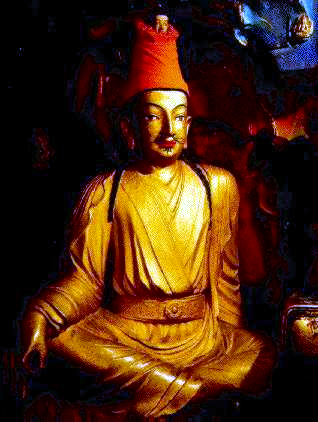
Tán phổ Tùng Tán Cán Bố

Loài người định cư trên cao nguyên Tây Tạng ít nhất là từ 21.000 năm trước Các cư dân này phần lớn bị thay thế vào khoảng năm 3000 TCN bởi những người nhập cư thời đại đồ đá mới đến từ miền Bắc Trung Quốc. Tuy nhiên, có một sự "di truyền cục bộ liên tục giữa các cư dân thời đại đồ đá cũ và những cư dân Tạng hiện đại".
Bản văn tiếng Tạng lâu đời nhất xác định văn hóa Tượng Hùng (Zhangzhung) là của một nhóm người nhập cư từ khu vực Amdo đến nơi mà nay là Guge ở tây bộ Tây Tạng. Tượng Hùng được đánh giá là khởi nguồn ban đầu của tôn giáo Bön. Vào thế kỷ 1 TCN, một vương quốc láng giềng nổi lên ở thung lũng Yarlung, và quốc vương Yarlung là Drigum Tsenpo (Chỉ Cống Tán Phổ) cố gắng loại bỏ ảnh hưởng của Tượng Hùng bằng việc trục xuất các giáo sĩ Bön khỏi Yarlung. Ông bị ám sát và Tượng Hùng vẫn tiếp tục tống trị khu vực cho đến khi bị Songtsen Gampo (Tùng Tán Cán Bố) sáp nhập vào thế kỷ thứ 7.
Trước thời Tùng Tán Cán Bố, các quân chủ Tây Tạng mang tính thần thoại hơn là thực tế, và không có đủ bằng chứng về việc họ có thực sự tồn tại hay không.

### Thổ Phồn
Lịch sử của một Tây Tạng thống nhất bắt đầu dưới triều đại của Tùng Tán Cán Bố, ông thống nhất các lãnh thổ ở thung lũng sông Yarlung và lập nên Đế quốc Thổ Phồn. Ông cũng tiến hành nhiều cải cách và Thổ Phồn nhanh chóng khuếch trương thế lực rồi trở thành một đế quốc hùng mạnh. Tương truyền, phối ngẫu đầu tiên của ông là Công chúa Bhrikuti của Nepal, và bà đóng một vai trò rất lớn trong việc hình thành đức tin Phật giáo tại Tây Tạng. Năm 640, Tùng Tán Cán Bố kết hôn với Văn Thành công chúa, cháu gái của Đường Thái Tông.
Dưới thời một số vị quân chủ tiếp theo, Phật giáo trở thành quốc giáo và thế lực của Thổ Phồn thậm chí còn bao trùm lên nhiều khu vực rộng lớn ở Trung Á, từng thực hiện các cuộc xâm nhập lớn vào lãnh thổ Đại Đường, thậm chí từng tiến đến kinh sư Trường An vào cuối năm 763. Tuy nhiên, Thổ Phồn chỉ cò thể chiếm được Trường An trong 15 ngày, sau đó họ bị liên minh Đường cùng Hồi Cốt đánh bại.
Vương quốc Nam Chiếu nằm dưới quyền kiểm soát của Thổ Phồn từ năm 750 đến 794, người Nam Chiếu sau thoát khỏi quyền bá chủ của Thổ Phồn và giúp Đường đánh bại Thổ Phồn.
Năm 747, uy thế của Thổ Phồn bị lung lay do chiến dịch của tướng Đường Cao Tiên Chi, người này muốn tái lập tuyến đường thông thương trực tiếp giữa Trung Á và Kashmir. Năm 750, Thổ Phồn mất hầu hết thuộc địa ở Trung Á vào tay Đường. Tuy nhiên, sau khi Cao Tiên Chi thất bại trước vương triều Abbas của người Ả Rập trong trận Talas (751) và Đường xảy ra nội loạn, ảnh hưởng của Đường suy giảm nhanh chóng và ảnh hưởng của Thổ Phồn được phục hồi.
Vào năm 821/822, Thổ Phồn và Đường ký kết hòa ước, trong đó xác định chi tiết biên giới giữa hai bên, chùng được khắc song ngữ trên một cột đá nằm bên ngoài chùa Đại Chiêu (Jokhang) ở Lhasa. Thổ Phồn tiếp tục duy trì vị thế là một đế quốc Trung Á cho đến giữa thế kỷ thứ 9, khi một cuộc nội chiến tranh giành quyền kế vị dẫn đến sự sụp đổ của Thổ Phồn. Thời kỳ sau đó, Thổ Phồn bị phân liệt giữa các quân phiệt và bộ lạc, không có quyền lực tập trung.

### Thời nhà Nguyên
Triều Nguyên quản lý Tây Tạng thông qua Tuyên Chính Viện- cơ quan hành chính cao nhất tại Tây Tạng. Một trong số các mục đích của cơ quan này là chọn ra một "dpon-chen" (bản thiền), thường do Lạt-ma bổ nhiệm và được hoàng đế Nguyên ở Bắc Kinh xác nhận. Lạt ma của Tát-ca phái duy trì quyền tự chủ ở một mức độ nhất định, nắm thẩm quyền về mặt chính trị của khu vực, còn Bản thiền thì nắm giữ quyền hành pháp và quân sự. Sự cai trị của người Mông Cổ đối với Tây Tạng là riêng biệt so với các tỉnh khác tại Trung Quốc bản thổ. Nếu Lạt-ma của Tát-ca phái xảy ra xung đột với Bản thiền, Bản thiền có quyền đem quân đến khu vực.
Người Tây Tạng duy trì thẩm quyền hư danh đối với các vấn đề tôn giáo và chính trị khu vực, trong khi người Mông Cổ quản lý cấu trúc và hành chính tại khu vực, được củng cố bằng các can thiệp quân sự song việc này hiếm khi xảy ra. Đây là tình trạng "cấu trúc hai chính quyền" dưới trướng hoàng đế Nguyên, trong đó quyền lực chính thuộc về người Mông Cổ. Vương tử Khoát Đoan (Khuden) giành được quyền lực thế tục tại Tây Tạng vào thập niên 1240 và ủng hộ Tát Ca Ban Chí Đạt (Sakya Pandita), nơi người này tu hành trở thành thủ phủ của Tây Tạng.
Quyền kiểm soát của triều Nguyên đối với Tây Tạng kết thúc khi họ bị triều Minh lật đổ ở Trung Nguyên, và Đại Tư Đồ Giáng Khúc Kiên Tán (Tai Situ Changchub Gyaltsen) nổi dậy chống lại người Mông Cổ. Sau cuộc nổi dậy, Đại Tư Đồ Giáng Khúc Kiên Tán thành lập nên triều đại Phách Mộc Trúc Ba (Phagmodrupa), và tìm cách giảm bớt ảnh hưởng của Nguyên đối với văn hóa và chính trị Tạng.

### Phác Mộc Trúc Ba và Đạt Lai Lạt Ma
Từ năm 1346 đến 1354, Đại Tư Đồ Giáng Khúc Kiên Tán lật đổ Tát-ca phái và lập ra triều Phách Mộc Trúc Ba. Trong 80 năm sau đó, Tông-khách-ba thành lập nên Cách-lỗ phái, các tu viện Phật giáo quan trọng như Ganden (Cam Đan), Drepung (Triết Bạng), và Sera (Sắc Lạp) được hình thành gần Lhasa.
Năm 1578, Yêm Đáp Hãn (Altan Khan) của Thổ Mặc Đặc bộ Mông Cổ trao cho Sách Nam Gia Thố (Sonam Gyatso)- một Lạt-ma có địa vị cao của Cách-lỗ phái, danh hiệu Đạt-lai Lạt-ma (Dalai Lama); Dalai là từ dịch sang tiếng Mông Cổ của "Gyatso", nghĩa là "đại dương".
Những người Âu đầu tiên đến Tây Tạng là những nhà truyền giáo người Bồ Đào Nha António de Andrade và Manuel Marques vào năm 1624. Họ được Quốc vương và vương hậu nước Cổ Cách (Guge) nghênh đón, và được phép xây dựng một nhà thờ và giới thiệu đức tin Cơ Đốc giáo. Quốc vương Cổ Cách hăng hái chấp nhận Cơ Đốc giáo để đối phó với ảnh hưởng tôn giáo của Cách-lỗ phái đang phát triển mạnh và để làm đối trọng với các đối thủ tiềm năng của mình cũng như củng cố địa vị. Toàn bộ các nhà truyền giáo bị trục xuất vào năm 1745.

### Thời nhà Thanh
Triều Thanh đưa Amdo vào quyền kiểm soát của họ vào năm 1724, hợp nhất đông bộ của Kham vào các tỉnh lân cận vào năm 1728. Triều đình Thanh phái một đặc ủy viên cư dân, gọi là một Amban (ngang bang), đến Lhasa. Năm 1750, Ngang bang và phần lớn người Hán cùng người Mãn sống tại Lhasa bị sát hại trong một cuộc nổi loạn, và quân Thanh nhanh chóng tiến đến và đàn áp quân nổi dậy vào năm sau. Giống như triều Nguyên, triều Thanh kiểm soát hành chính và quân sự của khu vực, và trao cho Tây Tạng sự tự trị nhất định về mặt chính trị. Tướng quân Thanh hành hình thị chúng một số người ủng hộ quân nổi dậy, và vào năm 1723 và 1728, tiến hành các thay đổi trong cấu trúc chính trị và dự tính về tổ chức chính thức. Triều Thanh nay cho Đạt-lai Lạt-ma lãnh đạo chính quyền được gọi là Cát hạ (Kashag) song nâng cao vai trò của Ngang bang bao gồm cả việc tham gia vào các vấn đề nội bộ của Tây Tạng. Đồng thời triều Thanh cũng cho các giáo sĩ nắm những vị trí chủ chốt trong chính quyền địa phương để làm đối trọng với quyền lực của tầng lớp quý tộc.
Trong nhiều thập niên, Tây Tạng có được tình trạng hòa bình, song vào năm 1792, hoàng đế Thanh khiển một đội quân lớn đến Tây Tạng nhằm đánh đuổi quân Nepal xâm lược. Triều Thanh lại tái tổ chức chính quyền Tây Tạng, lần này là thông qua một bản kế hoạch gọi là "Tân đính Tây Tạng chương trình nhị thập cửu điều". Các đơn vị quân Thanh đồn trú cũng được thiết lập gần biên giới với Nepal. Tây Tạng do nhà Thanh thống trị trong các giai đoạn khác nhau vào thế kỷ 18, và những năm ngay sau những chỉnh lý 1792 là thời kỳ đỉnh cao của quyền lực của đại diện triều đình Thanh; song không có nỗ lực nào nhằm biến Tây Tạng thành một tỉnh của Đại Thanh.
Năm 1834, Đế quốc Sikh xâm lược và thôn tính Ladakh, một khu vực thuộc văn hóa Tây Tạng mà khi đó là một vương quốc độc lập. Bảy năm sau đó, một đội quân Sikh do tướng Zorawar Singh chỉ huy tiến vào xâm chiếm tây bộ Tây Tạng từ Ladakh, khởi đầu Chiến tranh Thanh-Sikh. Một đội quân Thanh-Tạng đẩy lui quân xâm lược song sau đó bị đánh bại khi truy kích quân Sikh đến Ladakh. Chiến tranh kết thúc với việc ký kết hòa ước giữa Thanh và Sikh.
Do triều Thanh suy yếu, thẩm quyền của họ đối với Tây Tạng cũng dần suy yếu theo; đến cuối thế kỷ 19, ảnh hưởng của triều Thanh còn lại khá ít (vì Thanh Triều bại trận sau Trung - Nhật chiến tranh 1895). Thẩm quyền của triều Thanh phần nhiều mang tính biểu tượng thay vì thực chất vào cuối thế kỷ 19, mặc dù trong thập niên 1890 người Tạng vì những lý do riêng vẫn tiếp tục lựa chọn việc nhấn mạnh thẩm quyền mang tính biểu tượng của triều Thanh và thể hiện rằng điều này có vẻ đáng kể.
Thời kỳ này, Tây Tạng cũng xuất hiện một số liên hệ với Dòng Tên và Dòng Phanxicô từ châu Âu, và vào năm 1774 một nhà quý tộc người Scotland là George Bogle đến Shigatse để dò xét tiềm năng thương mại cho Công ty Đông Ấn Anh. Thế kỷ 19, Đế quốc Anh xâm lấn từ miền Bắc Ấn Độ vào khu vực dãy Himalaya, Vương quốc Afghanistan và Đế quốc Nga khuếch trương ra Trung Á và họ nghi ngờ ý định của nhau đối với Tây Tạng.
Năm 1904, Anh xâm lược Tây Tạng do lo sợ rằng người Nga sẽ khuếch trương thế lực đến khu vực này, Anh hy vọng rằng việc đàm phán với Đạt-lại Lạt-ma thứ 13 sẽ có hiện quả hơn là với các đại diện của triều đình Bắc Kinh. Khi quân Anh tiến đến Tây Tạng, một cuộc đối đầu vũ trang giữa hai bên dẫn đến vụ thảm sát Chumik Shenko, sau đó Francis Younghusband áp đặt một hiệp định mà sau đó bị bãi bỏ, và được thay thế bởi Hiệp ước giữa Anh Quốc và Đại Thanh vào năm 1906.
Năm 1910, triều đình Thanh sai Triệu Nhĩ Phong đem quân đến Tây Tạng để thiết lập quyền cai quản trực tiếp của triều đình và hạ chiếu phế bỏ Đạt-lại Lạt-ma 13- người chạy trốn sang Ấn Độ thuộc Anh. Triệu Nhĩ Phong đánh bại quân Tây Tạng và trục xuất lực lượng của Đạt-lại Lạt-ma khỏi Tây Tạng.

### Thời kỳ sau nhà Thanh
Sau Cách mạng Tân Hợi (1911–1912) lật đổ triều Thanh và các binh sĩ Thanh cuối cùng bị áp giải ra khỏi Tây Tạng, Trung Hoa Dân Quốc xin lỗi về các hành động của triều Thanh và quyết định khôi phục tước hiệu cho Đạt-lai Lạt-ma. Đạt-lai Lạt-ma từ chối bất kỳ tước hiệu nào của Trung Quốc, và ông tuyên bố cai trị một Tây Tạng độc lập. Năm 1913, Tây Tạng và Mông Cổ ký hiệp định công nhận lẫn nhau. Chính phủ Trung Hoa Dân Quốc không công nhận nhà nước này và họ coi Tây Tạng là vùng lãnh thổ ly khai bất hợp pháp.
Hầu hết các quốc gia trên thế giới, cũng như Liên Hợp Quốc cũng không công nhận Tây Tạng là quốc gia độc lập mà coi đó là một vùng lãnh thổ của Trung Hoa Dân Quốc.
Trong 36 năm sau đó, Đạt-lai Lạt-ma thứ 13 và các nhiếp chính kế tiếp ông cai quản Tây Tạng. Trong thời gian này, Tây Tạng giao chiến với các quân phiệt Trung Quốc để tranh quyền kiểm soát đối với các khu vực người Tạng tại Tây Khang và Thanh Hải (một phần của Kham và Amdo) dọc theo thượng du Trường Giang. Năm 1914, chính phủ Tây Tạng ký kết điều ước Simla với Anh Quốc, nhượng Nam Tây Tạng cho Ấn Độ thuộc Anh. Chính phủ Trung Hoa Dân Quốc tuyên bố điều ước này là bất hợp pháp và không công nhận sự cắt nhượng lãnh thổ này.
Khi các nhiếp chính mắc các sơ suất trong việc cai quản vào thập niên 1930 và 1940, chính phủ Trung Hoa Dân Quốc nhân cơ hội này để khuếch trương phạm vi thế lực vào lãnh thổ Tây Tạng.
Trong thời kỳ này, Tây Tạng vẫn áp dụng chế độ nông nô giống như thời phong kiến, với nông nô bị coi là tài sản của giới chủ nô quý tộc. Ngoài ra, do ảnh hưởng từ xã hội Ấn Độ ở gần đó, vùng Tây Tạng còn áp dụng hệ thống đẳng cấp - phân chia dân cư theo các đẳng cấp từ thấp đến cao là cư sĩ (dân thường, “mi ser”), cư sĩ cao quý (quý tộc, “sger pa”) và tu sĩ, với các phân chia nhỏ hơn nữa trong đẳng cấp cư sĩ. Ngoài ra còn có một đẳng cấp bị coi là hạ đẳng, ô uế, “không được đụng chạm tới” được gọi là “ragyabpa”, những người này phải làm công việc bị coi là ô uế, bao gồm đánh cá, gia công kim loại và mại dâm,  giống như Dalit tại Ấn Độ ngày nay. Sau này, khi Cộng hòa Nhân dân Trung Hoa tiến vào Tây Tạng năm 1951, tất cả chế độ nông nô và sự phân chia đẳng cấp đều bị xóa bỏ.

### Từ năm 1950 đến nay

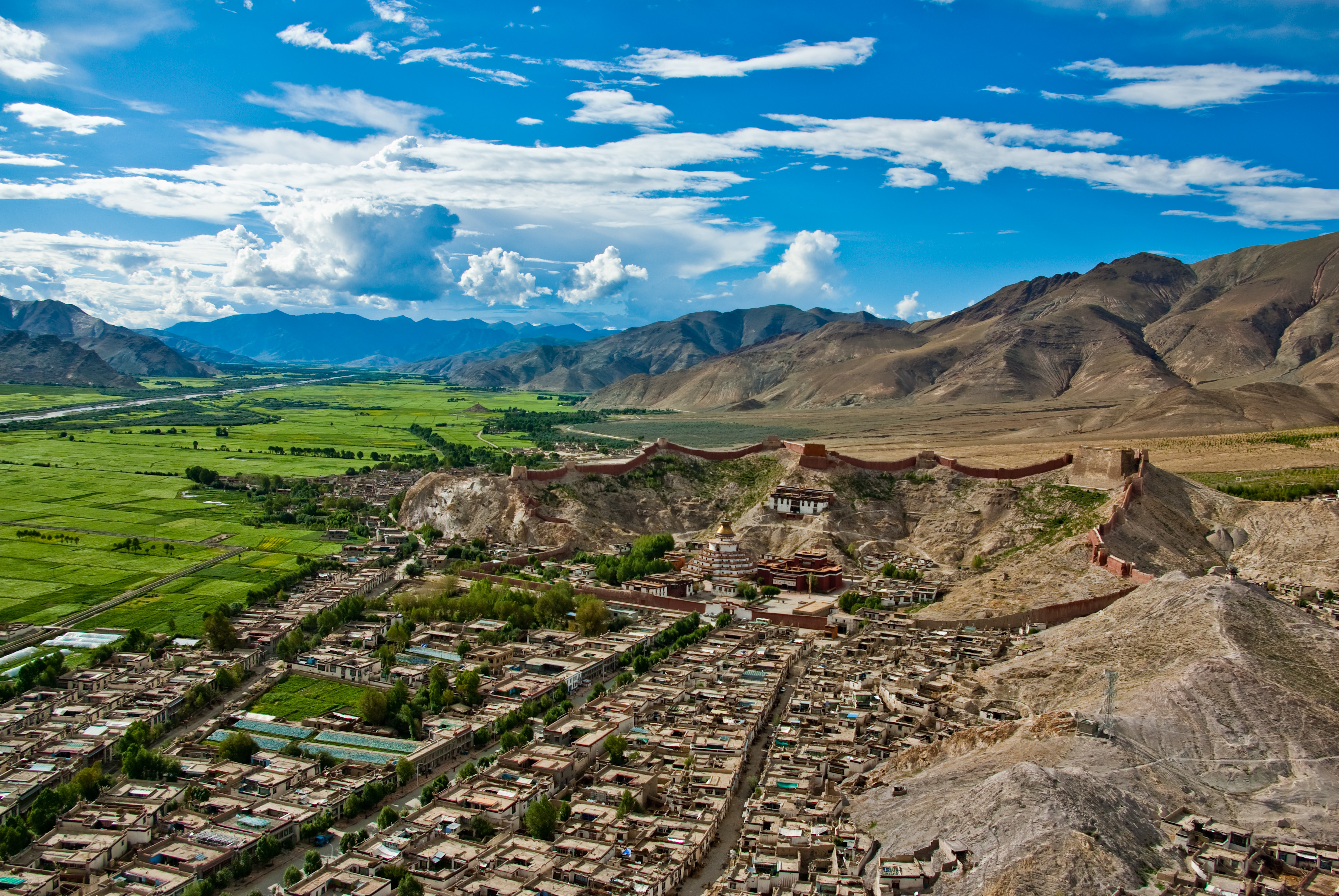
Quang cảnh tu viện cổ tại Gyangzê (Giang Tư) và Palcho từ Gyantse Dzong, trong Khu tự trị Tây Tạng

Sau Nội chiến Trung Quốc, Cộng hòa Nhân dân Trung Hoa tiến hành "giải phóng hòa bình Tây Tạng" vào năm 1950 và dàn xếp "Thập thất điều hiệp nghị" với chính phủ của Đạt-lai Lạt-ma thứ 14 mới đăng cơ, khẳng định chủ quyền của Trung Quốc song trao cho Tây Tạng quyền tự trị khu vực. Năm 1959, Trung Quốc thực hiện cuộc Cải cách Dân chủ Tây Tạng nhằm huỷ bỏ chế độ nông nô, giải phóng tầng lớp nô lệ và xoá bỏ đẳng cấp phong kiến tại Tây Tạng, dẫn đến cuộc Nổi dậy Tây Tạng 1959 của giới chủ nô và lãnh đạo tăng lữ nhằm giữ lại đặc quyền. Cuộc nổi dậy bị dập tắt, Đạt-lai Lạt-ma thứ 14 Tenzin Gyatso lưu vong sang Ấn Độ, Chính phủ Tây Tạng bị giải tán, chế độ nông nô bị xóa bỏ, nông nô được giải phóng và trở thành xã viên của các công xã nhân dân, đất đai của chủ nô và tu viện bị quốc hữu hóa. Trên hành trình đi lưu vong, Đạt-lai Lạt-ma thứ 14 tuyên bố hoàn toàn bác bỏ các hiệp nghị đã ký với Trung Quốc.
Sau khi chính phủ của Đạt-lai Lạt-ma chạy đến Dharamsala, Ấn Độ, trong Nổi dậy Tây Tạng 1959, họ thành lập một chính phủ lưu vong đối nghịch. Sau đó, chính phủ Bắc Kinh từ bỏ hiệp nghị và bắt đầu thực hiện các cải cách xã hội và chính trị từng bị tạm dừng. Tuy nhiên do khác biệt văn hoá nên Tây Tạng vẫn được cho phép duy trì hình thức khu tự trị cho tới nay.
Năm 1962, Trung Quốc và Ấn Độ giao chiến trong cuộc chiến ngắn ngủi do tranh chấp lãnh thổ. Mặc dù giành chiến thắng song các binh sĩ Trung Quốc vẫn rút về phía bắc của đường McMahon, Nam Tây Tạng vẫn thuộc quyền quản lý của Ấn Độ.

#### Nạn đói lớn
Trung Quốc phải hứng chịu nạn đói trên diện rộng từ những năm 1959 đến 1961. Hạn hán và thời tiết xấu đóng một phần và các chính sách sai lầm của Đại nhảy vọt cũng đã góp phần gây ra nạn đói. Ước tính về số người chết khác nhau; Theo thống kê chính thức của chính phủ Trung Quốc, đã có 15 triệu người chết trên toàn Trung Quốc. Các ước tính không chính thức của nhiều học giả đã ước tính số nạn nhân của nạn đói trên toàn lãnh thổ Trung Quốc trong vòng hai năm 1959-1961 là từ 20 đến 43 triệu người . Tại Tây Tạng, có khoảng 200.000 đến 1.000.000 người đã chết, và xấp xỉ 6.000 tu viện ở Tây Tạng bị phá hủy trong Cách mạng Văn hóa.
Vào tháng 5 năm 1962, Ban Thiền Lạt Ma thứ mười (khi ấy là chủ tịch Ủy ban trù bị của Khu tự trị Tây Tạng) đã gửi cho Thủ tướng Trung Quốc Chu Ân Lai một bản báo cáo mật  miêu tả chi tiết về tình cảnh của nhân dân Tây Tạng khi phải đối mặt với nạn đói, bản báo cáo này còn được gọi là Đơn thỉnh cầu 70.000 ký tự: "Ở nhiều vùng của Tây Tạng, người dân đã chết đói... Ở một số nơi, cả gia đình đã thiệt mạng và tỷ lệ tử vong là rất cao... Trước đây Tây Tạng sống trong một chế độ phong kiến man rợ đen tối nhưng không bao giờ thiếu lương thực như vậy, đặc biệt là từ khi Phật giáo được truyền bá vào đây...". Theo ý kiến của Ban Thiền Lạt Ma thì những cái chết này là hậu quả của các chính sách kinh tế sai lầm do chính phủ ban hành, không phải do thảm họa thiên nhiên nào .

#### Cách mạng văn hóa
Cuộc Cách mạng Văn hóa được khởi xướng vào năm 1966 đã gây nhiều tàn phá đối với Tây Tạng, cũng như đối với phần còn lại của Trung Quốc. Nhiều người Tây Tạng đã bị tù đày trong giai đoạn này, và số lượng các tu viện còn nguyên vẹn ở Tây Tạng đã giảm từ hàng nghìn xuống còn dưới 10. Sự căm phẫn của người Tây Tạng đối với người Hán ngày càng trở nên sâu sắc.
Theo Thỏa thuận Mười bảy Điểm năm 1951, Chính phủ Cộng hòa Nhân dân Trung Hoa đã đưa ra một số chủ trương, trong số đó: hứa duy trì hệ thống chính trị hiện có của Tây Tạng, duy trì địa vị và chức năng của Đức Đạt Lai Lạt Ma và Ban Thiền Lạt Ma, bảo vệ quyền tự do tôn giáo và các tu viện, đồng thời không thúc ép việc tiến hành cải cách ở Tây Tạng. Ủy ban luật gia quốc tế phi chính phủ (ICJ) cho rằng những cam kết này đã bị Cộng hòa Nhân dân Trung Hoa vi phạm và chính quyền Tây Tạng lưu vong hoàn toàn có thể tuyên bố xoá bỏ Hiệp định như đã làm vào ngày 11 tháng 3 năm 1959.

### Thời hiện đại
Năm 1980, Tổng bí thư Hồ Diệu Bang thăm Tây Tạng, và mở ra một giai đoạn tự do hóa xã hội, chính trị và kinh tế. Đến cuối thập niên, các tăng ni tại tu viện Drepung và Sera bắt đầu kháng nghị và yêu cầu độc lập, do vậy chính phủ Trung ương dừng việc cải cách lại và bắt đầu một chiến dịch chống ly khai.
Từ thập niên 1990 trở lại đây, Tây Tạng cũng như toàn Trung Quốc có sự phát triển kinh tế nhanh chóng. Nhiều cơ sở hạ tầng, công trình xây dựng được mọc lên, làm gia tăng sự kết nối của vùng này với khu vực khác của Trung Quốc. Tuy nhiên điều này cũng đặt ra các vấn đề về bảo tồn bản sắc văn hóa địa phương, khi ngày càng nhiều các tập tục, lối sống truyền thống bị các tiện nghi hiện đại thay thế.

## Địa lý
Bài chính: Địa lý Tây Tạng

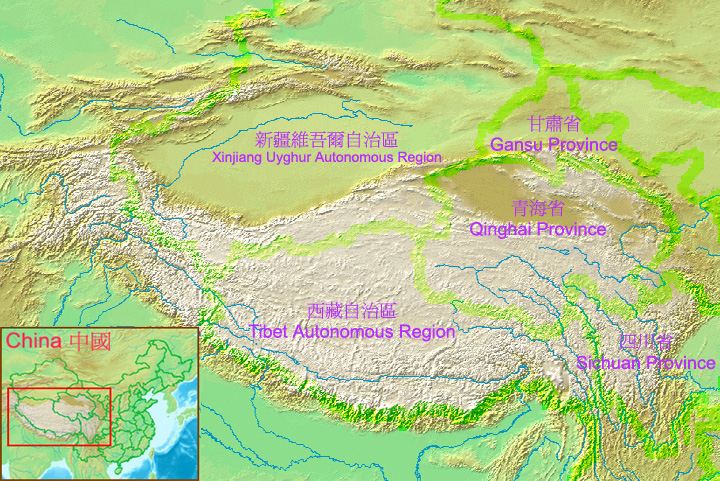
Tây Tạng nằm trên cao nguyên Tây Tạng, khu vực cao nhất thế giới.

Tây Tạng nằm trên cao nguyên Tây Tạng, cao trung bình trên 4200 m. Phần lớn dãy Himalaya nằm trong địa phận Tây Tạng. Đỉnh cao nhất của dãy núi này, đỉnh Everest, nằm trên biên giới với Nepal.
Khí hậu ở đây rất khô suốt 9 tháng trong năm. Có những dãy núi tuyết vĩnh cửu cao 5.000-7.000 m. Các hẻm núi phía tây nhận được một lượng nhỏ tuyết mỗi năm nhưng vẫn có thể dùng được quanh năm. Nhiệt độ thấp là chủ đạo trong khu vực này, trong đó sự hoang vắng lạnh lẽo đến tẻ nhạt bởi không có một loài cây nào ngoài một vài bụi cây rậm và thấp, và gió thổi ngang qua đồng bằng khô cằn mênh mông không hề bị cản trở. Gió mùa từ Ấn Độ Dương gây ra một số ảnh hưởng ở phía đông Tây Tạng. Phía bắc Tây Tạng có nhiệt độ cao trong mùa hè và lạnh khủng khiếp về mùa đông.
Tây Tạng trong lịch sử bao gồm các khu vực sau:
- Amdo (a'mdo) ở phía đông bắc, được sáp nhập vào các tỉnh Thanh Hải, Cam Túc và Tứ Xuyên của Trung Quốc.
- Kham (khams) ở phía đông, một phần của Tứ Xuyên, bắc Vân Nam và một phần của Thanh Hải.
  - Tây Kham, một phần của Khu tự trị Tây Tạng.
- U (dbus), ở trung tâm, một phần của Khu tự trị Tây Tạng.
- Tsang (gtsang) ở phía tây, một phần của Khu tự trị Tây Tạng.

Văn hóa của người Tây Tạng ảnh hưởng rộng lớn tới các quốc gia láng giềng như Bhutan, Nepal, các khu vực kề sát của Ấn Độ như Sikkim và Ladakh, và các tỉnh kề bên của Trung Quốc mà ở đó Phật giáo Tây Tạng là tôn giáo chủ yếu.

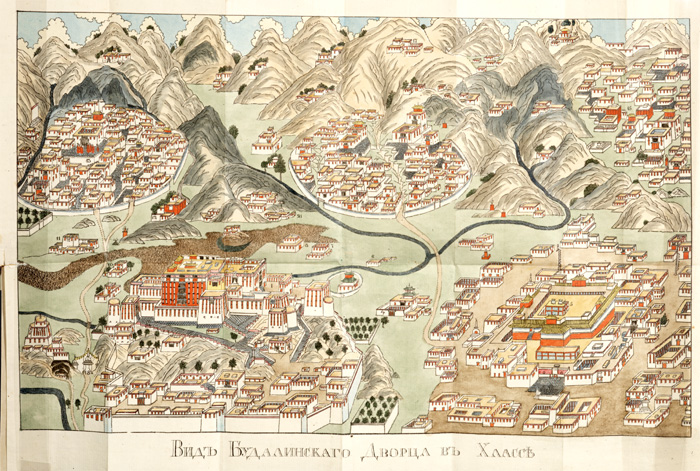
Bản đồ Lhasa đầu thế kỷ 19.

Một số con sông chính có đầu nguồn ở Tây Tạng bao gồm:
- Dương Tử
- Hoàng Hà
- Sông Ấn
- Mê Kông
- Brahmaputra
- Sông Hằng

## Kinh tế
Kinh tế của Tây Tạng chủ yếu là nông nghiệp tự cung tự cấp. Vì hạn chế trong đất trồng trọt, chăn nuôi đã phát triển như ngành nghề chính. Trong những năm gần đây, du lịch đã trở thành một ngành quan trọng, và nó được xúc tiến một cách tích cực từ phía chính quyền. Tuyến đường sắt Thanh-Tạng (青藏铁路) được xây dựng để kết nối khu vực này với phần còn lại của Trung Quốc dài 1956 km nối tỉnh Thanh Hải với Tây Tạng được Chính phủ Trung Quốc tuyên bố hoàn thành vào ngày 15 tháng 10 năm 2005. 

### Tuyến đường sắt Thanh-Tạng
Từ ngày 1/7/2006, Trung Quốc chính thức đưa vào vận hành tuyến đường sắt cao nhất thế giới, nối thành phố Thanh Hải với vùng Tây Tạng hùng vĩ.
Tuyến đường sắt lên Tây Tạng là công trình xây dựng mang công nghệ phức tạp, với đường ray đặc biệt có khả năng ổn định trong điều kiện thời tiết vô cùng khắc nghiệt. Ga đầu của tuyến đường sắt nổi tiếng này là thành phố Golmud thuộc tỉnh Thanh Hải và ga cuối là thủ phủ Lhasa của Tây Tạng.
Các toa tàu được thiết kế như khoang máy bay để bảo vệ hành khách trước độ cao quá lớn, với điểm cao nhất của công trình lên tới 5.072 mét so với mặt nước biển. Không khí bên trong được điều hòa tự động để cân bằng tại những nơi thiếu dưỡng khí mà tàu chạy qua.
Trung Quốc tuyên bố tuyến đường sắt Thanh-Tạng có tổng chi phí xây dựng 4,2 tỷ USD và dài 1.140 km này là một kỳ tích vĩ đại về công nghệ, đem lại cơ hội phát triển to lớn cho một khu vực mênh mông hùng vĩ.
Thành phố Xigaze cao hơn mực nước biển 3.800 mét và nằm gần biên giới với Ấn Độ. Đây là nơi ngự trị truyền thống của Ban Thiền Lạt Ma, một trong những lãnh đạo tinh thần quan trọng của Phật giáo Tây Tạng.
Xigaze còn có cách viết khác là Shigatse có dân số 80.000 người. Vùng đất này tọa lạc tại nơi hợp lưu của hai dòng sông nổi tiếng về tâm linh là Yarlong Tsangpo và Nuangchu, ở phía tây của Khu tự trị Tây Tạng.
Theo Tân Hoa xã, tuyến đường sắt sẽ được kéo dài thêm 270 km từ Lhasa tới Xigaze và hoàn thành trong vòng 3 năm. Một quan chức địa phương là Yu Yungui nhấn mạnh: "Đường sắt sẽ tạo ra cơ hội lớn cho sự phát triển kinh tế xã hội của Xigaze".
Tình trạng cách ly đặc biệt của Tây Tạng về địa lý khiến kinh tế vùng đất này nghèo nàn. Hệ thống giáo dục và tuổi thọ trung bình của người dân tại đây thấp hơn nhiều so với phần còn lại của Trung Quốc. Nhưng chính sự cách ly đó giúp bảo tồn nền văn hoá đặc trưng và lối sống không giống đâu trên thế giới này của Tây Tạng.
Sự xuất hiện của hệ thống đường sắt sẽ đem đến thay đổi dữ dội mà Bắc Kinh đánh giá là sẽ khai phá Tây Tạng, mang đến sự phồn vinh cho người dân địa phương. Nhưng những người chỉ trích công trình này thì cho rằng, nó sẽ là hồi chuông báo tử cho nền văn hoá đặc hữu của Tây Tạng.
Trước khi có đường sắt, chỉ có hai cách đến được với thủ phủ Lhasa. Đó là đáp một chuyến bay rất hao tiền để rồi dựng tóc gáy mỗi khi nó hạ cánh xuống Tây Tạng. Cách thứ hai là đi trên những chuyến xe buýt nêm chặt người và mất 3 ngày 3 đêm ròng rã trên những con đường núi nguy hiểm và tổn sức.
Nhưng rất nhiều chiếc xe như vậy cùng hành khách của nó đã kết thúc cuộc hành trình dưới một khe núi sâu nào đó có vô số trên đường.
Có nhiều ý kiến khác nhau về tác động của tuyến đường sắt đối với Tây Tạng. Nhiều người địa phương cho rằng: "Đó là một ý tưởng tốt. Nó sẽ giúp chúng tôi mang len ra thị trường dễ dàng hơn. Hiện chúng tôi phải thuê xe tải để chuyên chở, nhưng với tàu hoả nó sẽ rẻ và dễ hơn nhiều".
Tuy nhiên, các nhà môi trường học lại lo ngại về những ảnh hưởng của tuyến đường sắt đến con đường di trú của loài linh dương Tây Tạng quý hiếm. Họ cũng lo lắng cho một hệ sinh thái rất mong manh, mà một khi bị phá hỏng sẽ phải mất cả một thế hệ để sửa sai.

## Dân số

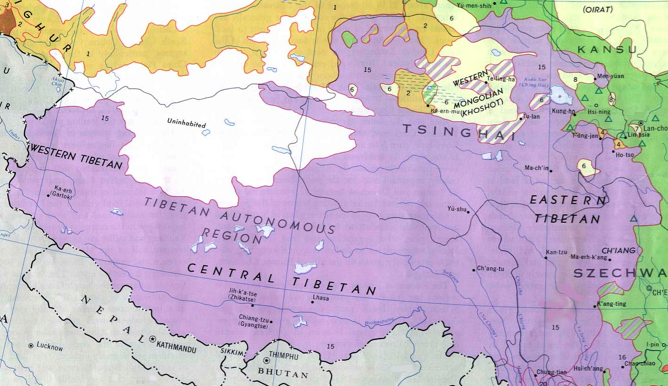
Các nhóm sắc tộc ở Tây Tạng năm 1967 (Xem toàn bộ bản đồ, có bao gồm các chú dẫn)

Theo dòng lịch sử, dân cư Tây Tạng chủ yếu là tộc người Tạng. Các tộc người khác ở Tây Tạng bao gồm người Menba (Monpa), người Lhoba, người Mông Cổ và người Hồi.
Việc đưa ra tỷ lệ người Trung Quốc gốc Hán ở Tây Tạng là một vấn đề chính trị nhạy cảm. Trong những năm từ thập niên 1960 đến thập niên 1980, nhiều tù nhân (trên 1 triệu, theo Harry Wu) đã được đưa vào các trại cải tạo ở Amdo (Thanh Hải) và họ đã ở lại sau khi được trả tự do. Từ những năm 1980, sự tự do hóa kinh tế ngày càng tăng và những thay đổi bên trong khu vực đã tạo ra một luồng di cư của nhiều người Hán tới Tây Tạng để tìm kiếm việc làm hay định cư, mặc dù con số thực của việc di cư dân số này vẫn là điều gây tranh cãi. Chính phủ lưu vong Tây Tạng ước tính con số này là 7,5 triệu (đối lại chỉ có 6 triệu người Tạng), họ coi điều này như là kết quả của chính sách tích cực trong việc làm mất bản sắc dân tộc của người Tạng và thu nhỏ bất kỳ cơ hội nào của về độc lập chính trị của Tây Tạng, và như thế đã vi phạm Công ước Geneva năm 1946 là ngăn cấm việc định cư của các lực lượng chiếm đóng nước ngoài. Chính quyền Tây Tạng lưu vong đặt dấu hỏi trên mọi con số thống kê được đưa ra bởi CHND Trung Hoa, bởi vì họ đã không tính đến các thành viên của Giải phóng quân nhân dân đồn trú ở Tây Tạng (hoặc gia đình họ), hoặc một lượng lớn dân di cư không đăng ký. Tuyến đường sắt Thanh-Tạng (Tây Ninh tới Lhasa) cũng là sự lo ngại lớn, vì họ cho rằng nó sẽ làm thuận tiện hơn cho việc di dân.

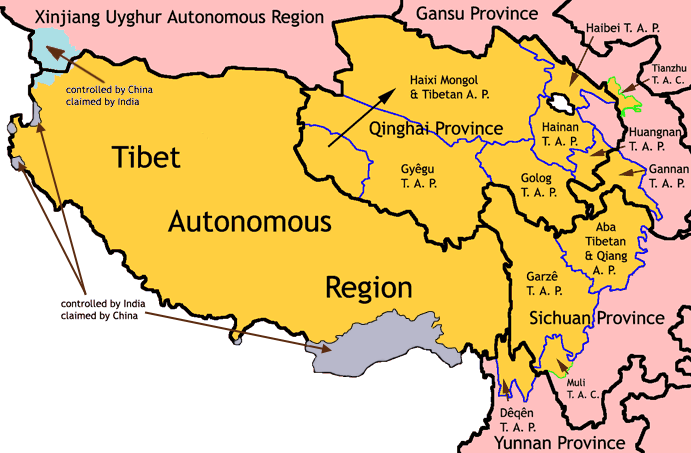
Các hình thái tự trị của người Tạng-theo CHNDTH. Quyền tự trị thực sự của họ là đang tranh cãi.

Tuy nhiên, chính phủ CHND Trung Hoa kịch liệt phản đối các luận điểm của Chính phủ lưu vong Tây Tạng về mất bản sắc dân tộc. CHND Trung Hoa cũng không thừa nhận các biên giới của Tây Tạng như Chính quyền Tây Tạng lưu vong đã phát ngôn, cho rằng đó là âm mưu có tính toán nhằm tính cả những khu vực phi-Tạng mà những người không là người Tạng đã sống nhiều thế hệ (chẳng hạn như khu vực Tây Ninh và thung lũng Chaidam) để gia tăng nhận thức của người Tạng rằng lãnh thổ của người Tạng là lớn hơn Khu tự trị Tây Tạng hiện nay. Thống kê chính thức của CHND  Trung Hoa thông báo rằng 92% dân số ở Khu tự trị Tây Tạng là tộc người Tạng, mặc dù tỷ lệ này thấp hơn một cách đáng kể so với những dữ liệu đối với Amdo và đông Kham, bởi vì người Trung Quốc gốc Hán không phân bổ đều trên toàn bộ Tây Tạng lịch sử. Trong khu tự trị Tây Tạng, phần lớn người Hán sống ở Lhasa. Các chính sách kiểm soát dân số như "mỗi gia đình chỉ có một con" chỉ áp dụng đối với người Hán, mà không áp dụng với các dân tộc thiểu số như người Tạng. CHND Trung Hoa nói rằng chính quyền đang cố gắng bảo vệ các văn hóa truyền thống Tây Tạng; họ cũng xây dựng tuyến đường sắt Thanh-Tạng, phục hồi cung điện Potala và nhiều dự án khác như là một phần của chiến lược Phát triển miền tây Trung Quốc, là một cố gắng to lớn và đắt tiền của phần miền đông giàu có hơn của Trung Quốc đối với Tây Tạng nhằm phát triển các khu vực miền tây nghèo hơn.

## Văn hóa-tôn giáo
Bài chính: Văn hóa Tây Tạng
Tôn giáo tại Tây Tạng (2012)

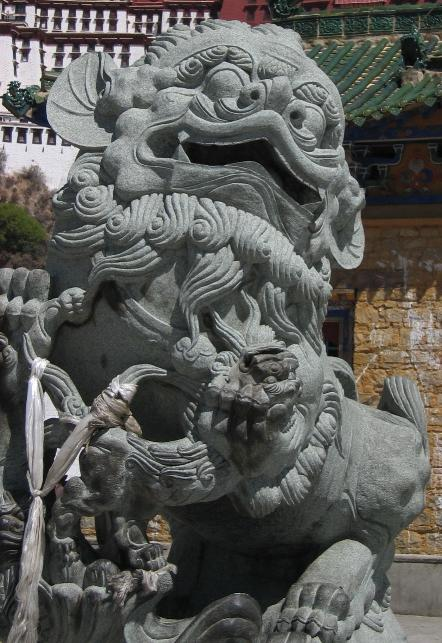
Tượng những con sư tử tuyết lớn bảo vệ lối vào cung điện Potala

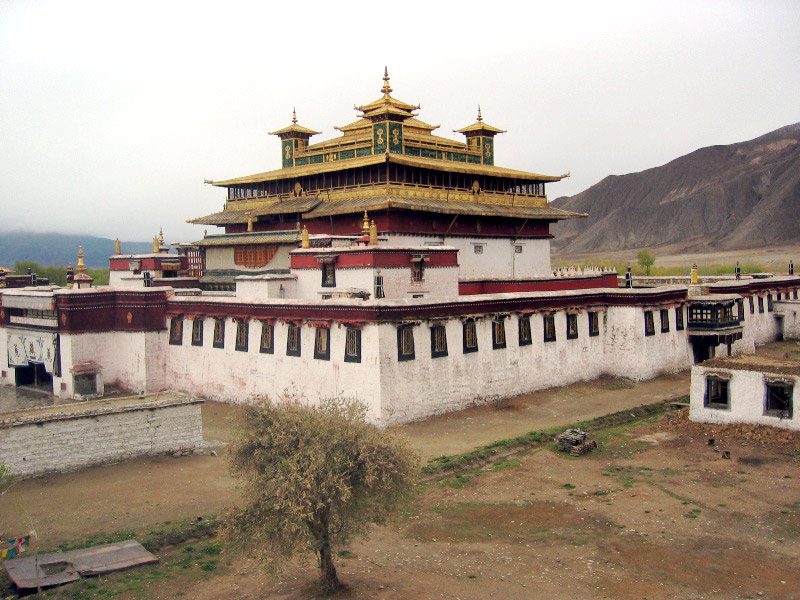
Đại tu viện Samye, tu viện Phật giáo đầu tiên ở Tây Tạng

Tây Tạng là trung tâm truyền thống của Phật giáo Tây Tạng, một dạng đặc biệt của Mật Tông (Vajrayana). Phật giáo đứng đầu trong các tôn giáo và mang đậm dấu ấn trong văn hóa ở Tây Tạng. Đây là nơi sinh ra Mật Tông. Một tông phái của Phật giáo với văn hóa và phong cách đa dạng như Quán Đỉnh, Trì Chú cùng với các vị Đạt-Lai-Lạt-Ma (Phật sống) được nhiều người tôn thờ. Hiện nay, khu tự trị Tây Tạng tổng cộng có hơn 1700 chùa chiền tổ chức hoạt động Phật giáo Tây Tạng, có khoảng 46 nghìn tăng ni.
Phật giáo Tây Tạng không những chỉ được phổ biến ở Tây Tạng; nó còn là tôn giáo thịnh hành ở Mông Cổ và phổ biến mạnh trong tộc người Buryat ở miền nam Siberia. Tây Tạng cũng là quê hương của một tôn giáo nguyên thủy gọi là Bön (Bon). Hàng loạt các tiếng địa phương của tiếng Tạng được nói trên cả khu vực. Người Tạng viết bằng chữ Tạng.
Trong các thành phố Tây Tạng có các cộng đồng nhỏ người Hồi giáo, được biết đến như là Kachee (Kache), mà tổ tiên họ là những người di cư từ ba khu vực chính: Kashmir (đối với người Tây Tạng cổ là Kachee Yul), Ladakh và các nước của người Turk ở Trung Á. Ảnh hưởng của Hồi giáo ở Tây Tạng cũng đến từ Ba Tư. Ở đây cũng có các cộng đồng Hồi giáo Trung Quốc (gya kachee) mà tổ tiên của họ là dân tộc Hồi Trung Quốc. Người ta cho rằng những người Hồi giáo di cư từ Kashmir và Ladakh đã đến Tây Tạng vào khoảng thế kỷ 12. Dần dần các cuộc hôn nhân và các mối quan hệ xã hội đã dẫn đến sự tăng dân số thành cộng đồng đáng kể xung quanh Lhasa. Hiện Hồi giáo ở đây có 4 Thánh đường với số tín đồ theo đạo khoảng 3000 người.
Thiên Chúa giáo có 1 nhà thờ Thiên Chúa giáo với người theo đạo hơn 700 người.

Mạn đà la - Một nghệ thuật đặc thù của Phật giáo Tây Tạng

Tây Tạng có nhiều danh lam thắng cảnh và một số phong tục tập quán lạ. Điển hình trong các phong tục là làm Mạn Đà La, tức là các vòng tròn bằng cát nhuộm màu để làm ra đủ loại hình thù hay và đẹp. Cung điện Potala, trước đây là nơi ở của các Đạt Lai Lạt Ma, là di sản thế giới.